# Кагановский, Александр Григорьевич
Александр Григорьевич Кагановский (1901—1971) — советский учёный-ихтиолог, доктор биологических наук (1943), профессор (1945), специалист в области биологии промысловых рыб дальневосточных морей.

## Биография
Родился в Андижане. Служил кавалеристом в составе Первой конной армии Будённого.
В 1926 окончил биологический факультет Средне-азиатского государственного университета.
С 1924 начал исследовательскую деятельность на Волго-Каспийской наблюдательной станции (ныне КаспНИРХ), потом — научный сотрудник аральских рыбных промыслов отдела прикладной ихтиологии Государственного института опытной агрономии.
В 1927 г. — младший, с 1929 — старший научный сотрудник, с 1931 — учёный специалист Тихоокеанского научно-исследовательского института рыбного хозяйства и океанографии (ТИНРО) . Проводил исследования биологии рыб в водах Тихого океана. С 1938 до конца своей научной деятельности работал в ТИНРО заместителем директора по науке.

## Научная деятельность
А. Г. Кагановский внёс большой вклад в изучение биологии промысловых рыб дальневосточных морей, в первую очередь, сардины иваси.
Им организованы широкие исследования биологии, промысла и состояния запасов сардины иваси в Южном и Северном Приморье. Возглавлял экспедиции в самые отдаленные и неизученные районы Дальнего Востока, в том числе, в устье р. Анадырь. Собранные им научные материалы были первыми, подробно осветившими ихтиофауну и рыбный промысел этих районов.
Изучая в конце 1920-х гг. видовой состав, биологию и состояние запасов рыб дальневосточного региона, описал два новых вида сигов — востряка Coregonus anaulorum и пенжинского омуля C. subautumnalis
В 1930 г. организовал судовую промысловую разведку, во время которой изучал биологию и динамику численности таких ценных рыб дальневосточных морей как сельдь, тихоокеанские лососи, скумбрия, треска и др.
Совместно с профессором П. А. Моисеевым, руководил крупнейшей Беринговоморской экспедицией ТИНРО-ВНИРО, открывшей в 1957—1964 гг. большие промысловые скопления рыб, креветок, крабов, китов и тюленей в Беринговом море и северо-восточной части Тихого океана, за что в 1963 г. был удостоен Золотой медали ВДНХ.
Он также внёс значительный вклад в координацию ихтиологических исследований на Дальнем Востоке, являясь до 1965 г. бессменным председателем Дальневосточного отделения Ихтиологической комиссии Министерства рыбного хозяйства СССР.
А. Г. Кагановский — автор около 200 научных работ, за что был отмечен рядом правительственных наград.

### Избранные труды
- Иваси (1931)
- К вопросу о состоянии сельдевых стад Приморья (1938)
- Дальневосточная сардина (1939)
- Состав стад и поведение дальневосточной сардины в связи с океанографическими условиями (1945)
- Результаты мечения одноперого терпуга (1949)
- О нахождении семги (Salmo penshinensis Pallas) в Амурском лимане (1949)
- Некоторые вопросы биологии и динамики численности горбуши (1949)
- Сельдь Пенжинского залива (1950)
- Миграции скумбрии (Pneumatophorus japonicus) в Японском море (1951)
- О летнем и осеннем распределении сахалинской сельди
- Географическое распространение рыб и других промысловых животных Охотского и Берингова морей (в соавт., 1955)
- Люди. Наука. Океан (1975)
- Скумбрия (1947)

## Память

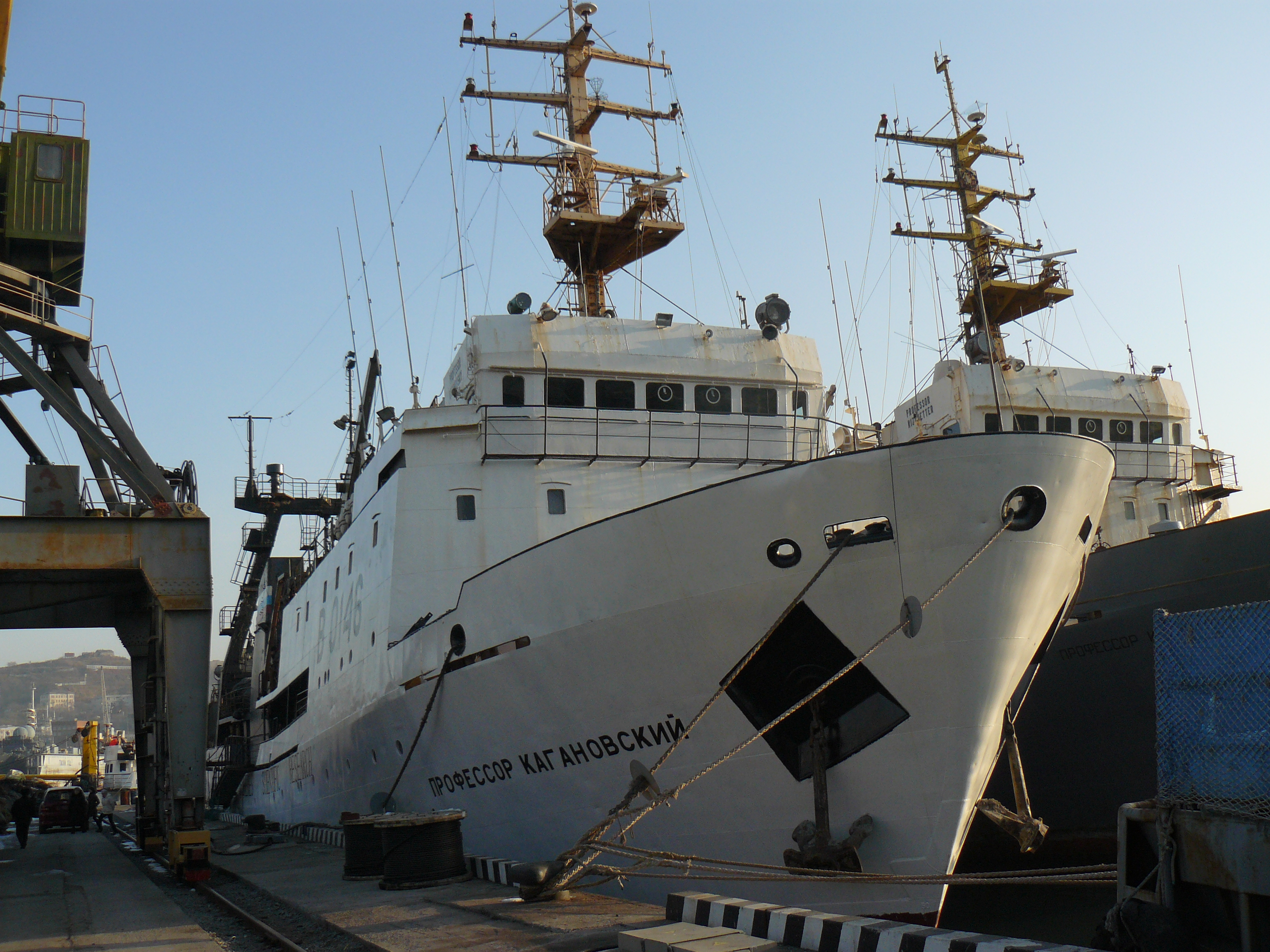
«Профессор Кагановский» в порту Владивосток

С 1987 имя учёного носит научно-исследовательское судно ТИНРО — «Профессор Кагановский».